# 1944 en Chine

## Événements

### Avril
- Lancement de l'opération Ichi-Go, qui durera jusqu'en décembre, par l'armée japonaise afin de contrer l'armée nationale révolutionnaire chinoise et l'armée de l'air américaine.

### Mai
- Début de la bataille de Changsha, qui durera jusqu'en août.

### Août
- 16 août : début de la bataille de Guilin-Liuzhou.

### Novembre
- 24 novembre : fin de la bataille de Guilin-Liuzhou. Victoire japonaise.

### Décembre
- 18 décembre : bombardement du port de Hankéou par l'armée américaine.